# Mandel Eduárd
Mandel Eduárd (Nyírbátor, Szabolcs vármegye, 1814. december 18. – Nyírbátor, 1899. október 18.) nagybirtokos, gyáralapító, Nyírbátor első díszpolgára.

## Élete
Izraelita családban született. Apja Mandel Simon, aki valószínűleg Galíciából vándorolt be és alapította meg fiaival az ún. „staus quo” irányzat alá tartozó hitközséget. Anyja Reichenberg Sára.
Elemi iskoláinak elvégzése után iparosként kezdett dolgozni, majd kereskedő lett. Ezzel párhuzamosan gazdálkodásba fogott, és homoksivatagos Magyon mintagazdaságot hozott létre. Az 1848–49-es forradalom és szabadságharcban előbb élelmezőként vett részt, a nemzetőrségénél pedig zászlótartó volt. Az 1861-es nagy éhínség idején magánvagyonából sokat adományozott a rászorulóknak, így nagy érdeme volt az éhínség enyhítésében. Hozzájárult a nemzeti színház alaptőkéjéhez, és szülővárosában megalapította a takarékpénztárat. (Halála előtt még adóhivatalt is szeretett volna létrehozni, de erre már nem maradt ideje.) Tagja volt a mezővárosi tanácsnak és a megyegyűlésnek is.
1856-ban tette le a településen gyára alapkövét, amely már 1863-ban teljes gőzzel termelt. A gyár ekkor szesz- és olajgyárként, illetve gőzmalomként üzemelt. Később bővült a profil szappannal és gyertyával is. 1900-ban gyárát átszervezte, és ekkortól lett Bóni Gyártelep és Mezőgazdasági Részvénytársaság. Hivatalosan is ekkor veszi fel a „Bóni” nevet, amely egy ragadványnév, és az ún. bonifikált földek elnevezésből ered, amelyekre az alapító a korábbi Károlyi-földek felvásárlásával tett szert. A gyár ma is létezik, bár a második világháború után államosították, így lett belőle Nyírbátori Növényolajipari és Mosószergyártó Vállalat. A rendszerváltás után kezdetben a Cereol (majd Bunge Zrt.) és az Unilever osztozott a gyáron, de a 2010-es évekre kizárólag az Unilever maradt, amely nagyértékű és -volumenű beruházásokat vitt végbe a gyár területén. Nem vitás, hogy a város fejlődésére, társadalmi, gazdasági, kulturális életére is hatalmas hatással volt (van) a „Bóni” gyártelep, hiszen a településen és a környéken élők a mai napig „a Bóniként” hivatkoznak a gyárra.
Nagy adományokkal támogatta a községi iskola, a kisdedóvoda, a megyeszékhelyen lévő megyei kórház, kölcsönös népsegélyző egylet megalapítását, működését. Megalapította Nyírbátorban a kaszinót is, amelynek indulásra 600 darabos tudományos és irodalmi kötetet ajándékozott. Mivel az akkor nagyközség Nyírbátor mocsaras, lápos vidékre épült, a fejlődés érdekében ezeket le kellett csapolni. A lecsapolás után a piac területén közcélra, saját költségén fúrt kutat létesített.
Az 1868/69-es Izraelita Egyetemes Gyűlésre egyhangúlag választották a bátori kerület követévé, amelyet báró vásárosnaményi Eötvös József vallás- és közoktatásügyi miniszter kezdeményezésére hívtak össze. A kongresszuson megfogalmazott határozatok végrehajtására alakult bizottság elnökeként mandátumáig kitartott, bár több névtelen, fenyegető levelet is kapott. 
1894. augusztus 6-án a település első díszpolgárává választották, és még ekkor nevezték el tiszteletére az Eduárd utcát, amely mai napig a nevét viseli. 
1899. október 18-án, 84 évesen halt meg. Köztiszteletben álló, a városért sokat tevő mecénás távozott az élők sorából, ezért nem is volt meglepő városi viszonylatban, hogy utolsó útjára elkísérte a rabbi, a katolikus pap és a református esperes is. Sírhelye ma is áll a nyírbátori izraelita temetőben, emléke pedig megmaradt az utcában, az általa alapított gyárban.

## Házassága és leszármazottjai
Felesége az izraelita vallású Jakab (Mandel) Éva (*1822. – Nyírbátor, 1898. január 15.) volt, akitől 9 gyermeke született:
- Mandel Jakab (Nyírbátor, 1838 – Nyírbátor, 1861)
- Mandel (később Kern) Mária (Nyírbátor, 1840 – Nyírbátor, 1896)
- Mandel (később Ausländer) „Janka" Johanna (Nyírbátor, 1844 – ?)
- Mandel Izrael Pál (Nyírbátor, 1848 – 1917)
- Mandel Dezső (Nyírbátor, 1850 – Budapest, 1943). Érdekesség, hogy felesége testvérének, Mandel (Kern) Mária és Kern Leopold lánya, Kern Gizella (1862 – 1942).
- Mandel Hermina Katalin (Nyírbátor, 1855 – Nyírbátor, 1904)
- Mandel Ozer (Nyírbátor, 1857 – ?)
- Mandel József (Nyírbátor, 1860 – 1944) siketnéma, agglegény, festő és fényképész, Dezsővel és családjával élt.
- Mandel (később Hollander) Lenke (Nyírbátor, 1862 – Nyírbátor, 1938)